# Флиш (геология)
Флиш (швейцарски диалект Flysch, от нем. fliessen – „тека“) е мощна серия от морски седиментни скали, които са предимно с кластичен произход и се характеризират с редуване на няколко литоложки разновидни слоя. Независимо от минералогичния състав на слоевете, гранулометричният им състав намалява нагоре по разреза.

## Описание
Флишовите формации се образуват, като правило, на ранен етап от планинската орогенеза, на морското дъно (до 2000 метра под нивото на водата). Цикличното редуване на слоевете се обяснява с процеса на утаяване – периодично възникващи мътни потоци. Циклите имат дебелина (мощност) от няколко сантиметра до няколко дециметра и се състоят от 2 – 4 слоя. Долните слоеве понякога съдържат конгломерати или брекчи, превръщайки се в пясъчник, алевролит, детритален варовик, а горните са съставени от пелити. На долната повърхност на циклите има различни гиероглифи и фукоиди, които се появяват в резултат на ерозия от краткотрайни мътни потоци и в резултат на жизнената дейност на червеите, пълзящи по дъното. Над флиша се натрупва моласа, образувана по-късно в активния етап на растеж на планинската структура, когато предпланинското (най-предното) корито се запълва с грубоотломъчни кластични материали. Под флиша има образувани шисти, характерни за дълбоководните условия. Флиш е открит в Урал (карбон), в Крим (триас), в Кавказ и Алпите (юра и креда) и в Карпатите (кайнозой).
Понякога флишът е свързан с находища на нефт и минерални води. Кавказкият флиш се характеризира с огромни запаси от циментови суровини – горнокредови варовици и висококачествени мергели. В района Новоросийск се разработва открита кариера.